# Jan Jerzy II (książę Anhaltu-Dessau)
Jan Jerzy II (ur. 7 listopada 1627 w Dessau, zm. 17 sierpnia 1693 w Berlinie) – książę Anhalt-Dessau z dynastii askańskiej (jego władztwo było częścią Świętego Cesarstwa Rzymskiego Narodu Niemieckiego); brandenbursko-pruski wojskowy, od 1670 generalfeldmarschall.
Był jedynym synem księcia Anhalt-Dessau Jana Kazimierza i pierwszej jego żony księżnej Agnieszki, który dożył wieku dorosłego (drugie małżeństwo księcia Jana Kazimierza było bezdzietne). Na tron wstąpił po śmierci ojca 15 września 1660.
9 lipca 1659 w Groningen poślubił księżniczkę Oranii Henriettę Katarzynę. Para miała dziesięcioro dzieci:
- księżniczkę Amalię Ludwikę (1660–1660)
- księżniczkę Henriettę Amalię (1662–1662)
- księcia Fryderyka Kazimierza (1663–1665)
- księżniczkę Elżbietę Albetynę (1665-1706)
- księżniczkę Henriettę Amalię (1666–1726)
- księżniczkę Ludwikę Zofię (1667–1678)
- księżniczkę Marię Eleonorę (1671–1756)
- księżniczkę Henriettę Agnieszkę (1674–1729)
- Leopolda I (1676–1747), kolejnego księcia Anhalt-Dessau
- księżniczkę Joannę Szarlottę (1682–1750)